# Zoanthus gigantus
Zoanthus gigantus is een Zoanthideasoort uit de familie van de Zoanthidae. De wetenschappelijke naam van de soort is voor het eerst geldig gepubliceerd in 2006 door Reimer, Ono, Iwama, Takishita, Tsukahara & Maruyama.